# Golden Spike Ostrava

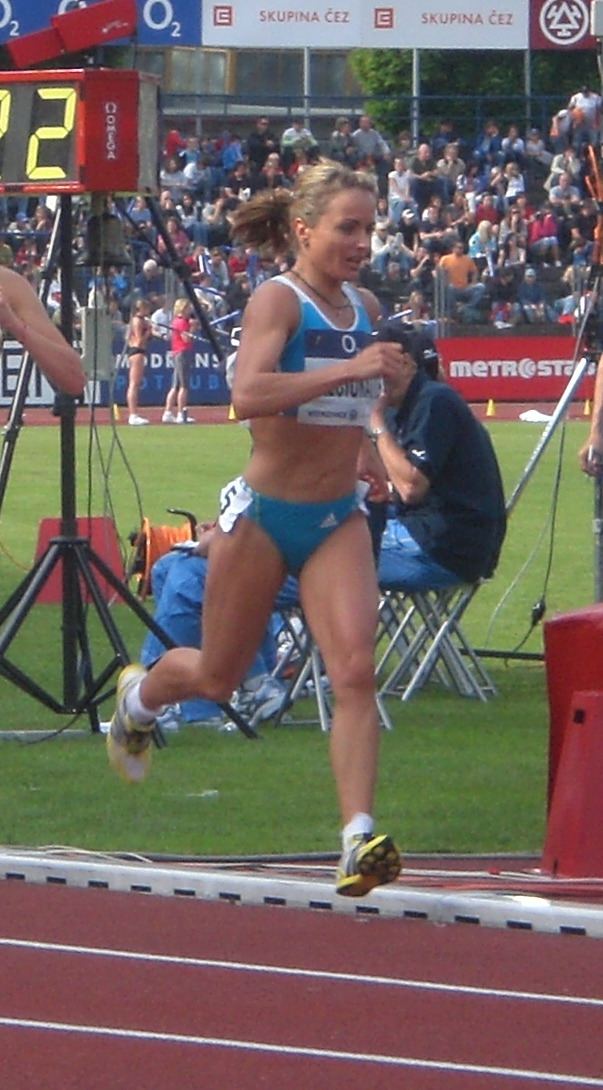
De Litouwse atlete Živilė Balčiūnaitė in actie tijdens de Golden Spike van 2010.

De Golden Spike Ostrava is een jaarlijkse atletiekwedstrijd die wordt gehouden in het Tsjechische Ostrava. Het evenement werd voor het eerst georganiseerd in 1961, en vindt momenteel plaats in het Městský stadion. In 1999 vond de Golden Spike geen doorgang, doordat er te weinig interesse was van sponsoren. 
Van 2003 tot en met 2009 behoorde de Golden Spike Ostrava tot de IAAF Super Grand Prix-wedstrijden, na de Golden League het belangrijkste atletiekcircuit. Vanaf 2010 behoort de wedstrijd tot de IAAF World Challenges, de laag atletiekwedstrijden onder de Diamond League. De wedstrijd probeert te worden opgewaardeerd naar de Diamond League.

## Wereldrecords tijdens de Golden Spike Ostrava
Er zijn tijdens het bestaan van de Golden Spike en zijn voorgangers in totaal zestien wereldrecords verbroken.
| Datum           | Atleet                  | Onderdeel            | Prestatie          | Huidig wereldrecord                |
| --------------- | ----------------------- | -------------------- | ------------------ | ---------------------------------- |
| 11 juni 1949    | Emil Zátopek            | 10.000 m             | 29.28,2            | Nee, verbeterd op 1 september 1949 |
| 22 oktober 1949 | Emil Zátopek            | 10.000 m             | 29.21,2            | Nee, verbeterd op 4 augustus 1950  |
| 7 juni 1973     | Renate Stecher          | 100 m                | 10,9 s             | Nee, verbeterd op 1 juli 1977      |
| 5 juni 1975     | Silvio Leonard          | 100 m                | 9,9 s              | Nee, verbeterd op 25 augustus 1991 |
| 12 juni 2002    | Alesya Turova           | 3000 m steeplechase  | 9.21,72            | Nee, verbeterd op 27 juli 2002     |
| 8 juni 2004     | Stacy Dragila           | polsstokhoogspringen | 4,83 m             | Nee, verbeterd op 27 juni 2004     |
| 8 juni 2004     | Kenenisa Bekele         | 10.000 m             | 26.20,31           | Nee, verbeterd op 26 augustus 2005 |
| 27 juni 2007    | Haile Gebrselassie      | uurloop              | 21.285 m           | Nee, verbeterd op 4 september 2020 |
| 27 juni 2007    | Haile Gebrselassie      | 20.000 m             | 56.25,98           | Nee, verbeterd op 4 september 2020 |
| 12 juni 2008    | Dire Tune               | uurloop              | 18.517 m           | Nee, verbeterd op 4 september 2020 |
| 12 juni 2008    | Dayron Robles           | 110 m horden         | 12,87 s (+0,9 m/s) | Nee, verbeterd op 7 september 2012 |
| 27 mei 2010     | Asafa Powell            | 100 yards            | 9,07 s (−0,5 m/s)  | Ja                                 |
| 31 mei 2011     | Veronica Campbell-Brown | 100 yards            | 9,91 s (+1,1 m/s)  | Ja                                 |
| 28 juni 2017    | Wayde van Niekerk       | 300 m                | 30,81 s            | Nee, verbeterd op 17 februari 2024 |
| 20 juni 2019    | Shaunae Miller-Uibo     | 300 m                | 34,41 s            | Ja                                 |
| 31 mei 2022     | Femke Bol               | 300 m horden         | 36,86 s            | Ja                                 |

## Meetingrecords
| Onderdeel             | Prestatie              | Atleet                                                             | Nationaliteit | Datum            |
| --------------------- | ---------------------- | ------------------------------------------------------------------ | ------------- | ---------------- |
| 100 yard              | 9,07 s (−0,5 m/s)      | Asafa Powell                                                       | JAM           | 27 mei 2010      |
| 100 m                 | 9,83 s (−0,5 m/s)      | Asafa Powell                                                       | JAM           | 27 mei 2010      |
| 150 m                 | 15,15 (+0,5 m/s)       | Arthur Cissé                                                       | CIV           | 8 september 2020 |
| 200 m                 | 19,83 s (+0,3 m/s)     | Usain Bolt                                                         | JAM           | 12 juni 2008     |
| 300 m                 | 30,81 s                | Wayde van Niekerk                                                  | RSA           | 28 juni 2017     |
| 400 m                 | 44,16 s                | LaShawn Merritt                                                    | USA           | 17 juni 2014     |
| 600 m                 | 1.16,02                | Adam Kszczot                                                       | POL           | 26 juni 2015     |
| 800 m                 | 1.43,24                | Wilfred Bungei                                                     | KEN           | 12 juni 2003     |
| 1000 m                | 2.15,08                | Ilham Tanui Özbilen                                                | TUR           | 17 juni 2014     |
| 1500 m                | 3.29,05                | Phanuel Koech                                                      | KEN           | 24 juni 2025     |
| 1 Eng. mijl           | 3.49,57                | Haron Keitany                                                      | KEN           | 17 juni 2009     |
| 3000 m                | 7.31,66                | Caleb Ndiku                                                        | KEN           | 17 juni 2014     |
| 5000 m                | 12.48,63               | Jacob Kiplimo                                                      | UGA           | 8 September 2020 |
| 10.000 m              | 26.20,31               | Kenenisa Bekele                                                    | ETH           | 8 juni 2004      |
| 20.000 m              | 56.25,98               | Haile Gebrselassie                                                 | ETH           | 27 juni 2007     |
| Uurloop               | 21.285 m               | Haile Gebrselassie                                                 | ETH           | 27 juni 2007     |
| 110 m horden          | 12,87 s (+0,9 m/s)     | Dayron Robles                                                      | CUB           | 12 juni 2008     |
| 400 m horden          | 47,62 s                | Karsten Warholm                                                    | NOR           | 8 September 2020 |
| 2000 m steeplechase   | 5.27,89                | Nikolay Matyushenko                                                | URS           | 29 juli 1989     |
| 3000 m steeplechase   | 7.58,68                | Lamecha Girma                                                      | ETH           | 31 mei 2022      |
| hoogspringen          | 2,38 m                 | Mutaz Essa Barshim                                                 | QAT           | 13 juni 2018     |
| polsstokhoogspringen  | 6,13 m                 | Armand Duplantis                                                   | SWE           | 24 juni 2025     |
| verspringen           | 8,66 m (+1,0 m/s)      | Juan Miguel Echevarría                                             | CUB           | 13 juni 2018     |
| hink-stap-springen    | 17,57 m (−1,1 m/s)     | Christian Taylor                                                   | USA           | 28 juni 2017     |
| kogelstoten           | 22,63 m                | Ryan Crouser                                                       | USA           | 27 juni 2023     |
| discuswerpen          | 68,55 m                | Kristjan Čeh                                                       | SLO           | 27 juni 2023     |
| kogelslingeren        | 83,44 m                | Paweł Fajdek                                                       | POL           | 27 juni 2017     |
| speerwerpen           | 95,52 m (oude speer)   | Uwe Hohn                                                           | GDR           | 12 juni 1985     |
| speerwerpen           | 94,64 m (nieuwe speer) | Jan Železný                                                        | CZE           | 31 mei 1996      |
| 10.000 m snelwandelen | 41.58,6                | Alexander Bílek                                                    | TCH           | 9 juli 1969      |
| 4 × 100 m             | 38,43 s                | Jeremiah Azu Zharnel Hughes Richard Kilty Nethaneel Mitchell-Blake | GBR           | 31 mei 2022      |
| 4 × 400 m             | 3.01,49                | Jerome Davis Derek Mills James Carter Danny McGray                 | USA           | 31 mei 2001      |

| Onderdeel            | Prestatie          | Atlete                                                    | Nationaliteit | Datum            |
| -------------------- | ------------------ | --------------------------------------------------------- | ------------- | ---------------- |
| 100 yard             | 9,91 s (+1,1 m/s)  | Veronica Campbell-Brown                                   | JAM           | 31 mei 2011      |
| 100 m                | 10,76 s (+1,1 m/s) | Veronica Campbell-Brown                                   | JAM           | 31 mei 2011      |
| 150 m                | 16,56 (+0,6 m/s)   | Dafne Schippers                                           | NED           | 8 september 2020 |
| 200 m                | 22,07 s (−1,0 m/s) | Jarmila Kratochvílová                                     | TCH           | 3 juni 1981      |
| 300 m                | 34,41 s            | Shaunae Miller-Uibo                                       | BAH           | 20 juni 2019     |
| 400 m                | 49,15 s            | Salwa Eid Naser                                           | BAH           | 24 juni 2025     |
| 800 m                | 1.57,16            | Prudence Sekgodiso                                        | RSA           | 24 juni 2025     |
| 1000 m               | 2.40,08            | Irina Krakoviak                                           | LTU           | 9 juni 2005      |
| 1500 m               | 3.57,38            | Diribe Welteji                                            | ETH           | 27 juni 2023     |
| 2000 m               | 5.27,50            | Genzebe Dibaba                                            | ETH           | 17 juni 2014     |
| 3000 m               | 8.38,55            | Belaynesh Oljira                                          | ETH           | 20 mei 2016      |
| 5000 m               | 14.30,18           | Meseret Defar                                             | ETH           | 27 juni 2007     |
| 10.000 m             | 30.26,67           | Tirunesh Dibaba                                           | ETH           | 27 juni 2013     |
| 20.000 m             | 1:05.35,3          | Dire Tune                                                 | ETH           | 17 juni 2009     |
| uurloop              | 18.517 m           | Dire Tune                                                 | ETH           | 12 juni 2008     |
| 100 m horden         | 12,42 s (+0,1 m/s) | Jasmine Camacho-Quinn                                     | PUR           | 27 juni 2023     |
| 300 m horden         | 36,86 s            | Femke Bol                                                 | NED           | 31 mei 2022      |
| 400 m horden         | 53,32 s            | Zuzana Hejnová                                            | ROU           | 27 juni 2013     |
| 3000 m steeplechase  | 9.11,33            | Norah Jeruto                                              | KEN           | 13 juni 2018     |
| hoogspringen         | 2,06 m             | Mariya Lasitskene                                         | ANA           | 20 juni 2019     |
| polsstokhoogspringen | 4,84 m             | Molly Caudery                                             | GBR           | 28 mei 2024      |
| verspringen          | 7,00 m (+0,1 m/s)  | Eva Murková                                               | TCH           | 23 mei 1984      |
| hink-stap-springen   | 15,00 m (±0,0 m/s) | Yamilé Aldama                                             | CUB           | 12 juni 2003     |
| kogelstoten          | 21,96 m            | Helena Fibingerová                                        | TCH           | 8 juni 1977      |
| discuswerpen         | 69,52 m            | Zdeňka Šilhavá                                            | TCH           | 10 juni 1987     |
| kogelslingeren       | 79,72 m            | Anita Włodarczyk                                          | POL           | 27 juni 2017     |
| speerwerpen          | 67,78 m            | Barbora Špotáková                                         | CZE           | 25 mei 2012      |
| 3000 m snelwandelen  | 11.52,38           | Anežka Drahotová                                          | CZE           | 26 mei 2015      |
| 4 × 100 m            | 43,56 s            | Gréta Kerekes Jusztina Csóti Boglárka Takács Alexa Sulyán | HUN           | 27 juni 2023     |
| 4 × 400 m            | 3.33,9             | Edit Molnár Agnes Kozáry Noémi Bátori Judit Forgács       | HUN           | 3 augustus 1991  |

Berlijn (ISTAF) · Dakar (Meeting Grand Prix IAAF de Dakar) · Hengelo (Fanny Blankers-Koen Games) · Kingston (Jamaica International Invitational) · Madrid (Meeting de Atletismo Madrid) · Melbourne (Melbourne Track Classic) · Moskou (Moskou Challenge) · Ostrava (Golden Spike Ostrava) · Peking (Beijing World Challenge) · Ponce (Ponce Grand Prix de Atletismo) · Rabat (Meeting International Mohammed VI d'Athlétisme) · Rieti (Rieti Meeting) · Rio de Janeiro (Grande Premio Brasil Caixa de Atletismo) · Tokio (Seiko Golden Grand Prix) · Zagreb (Hanžeković Memorial)